# バンパイヤ
『バンパイヤ』は、手塚治虫が『週刊少年サンデー』（小学館）および『少年ブック』（集英社）に連載した漫画作品。テレビドラマ化もされた。
第1部は『週刊少年サンデー』にて1966年第23号から1967年第19号まで連載された。手塚治虫本人がこれまでになく重要な登場人物となっているという特徴がある。
第2部はテレビドラマ放映開始時にメディアミックスとして、『少年ブック』にて1968年10月号から1969年4月号まで連載されたが、掲載誌の休刊により未完に終わった。
なお、講談社版『手塚治虫漫画全集』刊行の際、最終回配本として、編集部側が『新宝島』の収録を主張したのに対し、手塚は「かきおろしの話題作――たとえば「バンパイヤ」の完結編など――」を加えることを主張したが、編集部に押し切られたという。

## あらすじ

### 第1部
主人公の少年である立花特平（通称トッペイ）は、月が出ている時に感情が高ぶると狼に変身する「狼男」であった。木曽の山奥の集落でバンパイヤの「夜泣き一族」として母と弟のチッペイと暮らしていたが、行方不明の父親の探索とアニメーターになりたいという夢を持って村から抜け出し、手塚治虫の下（虫プロダクション）で働くことになる。だが、ある夜手塚治虫に正体がばれてしまう。手塚は、親友で怪奇現象の研究家でもあった熱海教授に相談するが、教授はトッペイを研究しようと無理やり狼に変身させ、逆にトッペイに追われてがけから落ち、事故死してしまった。悪魔のように知的で冷酷な少年ロック（間久部緑郎）は、その様子を目撃し、世界を支配しようという野望のために事件を楯にトッペイを利用しようとする。
トッペイとロックの確執。さらに、動物に変身するという理由だけで化け物扱いされ、人間たちに迫害され続けてきた一族の復讐を果たし、新たにバンパイヤの支配する世界を作るため蜂起するバンパイヤたち。そこにロックが絡み、事実上の主人公として描かれていく。
ロックは、3人の老婆の占い師から、「世界の支配者になれる。人間にも動物にも倒されることはない」と予言され、それを信じて悪事を重ねたのである。トッペイは変身してロックを襲うが、古井戸に落ちてロックに助けられ、いやいやながら命の恩人ロックの命令を聞く羽目になってしまった。ロックは、なんと孤児であった自分を引き取ってくれた恩人である大富豪大西氏の娘ミカを誘拐して身代金を強奪することを計画、トッペイにミカの誘拐を手伝わせる。ロックに命令され、警視庁の下田警部の追跡も振り切って身代金を奪い、指示された寺院に逃げ込んだトッペイは、そこで父とその助手の岩根山ルリ子に出会う。父の立花博士は、世界中のバンパイヤを結束し、人間からの不当な抑圧から解き放つための「バンパイヤ革命」を計画していたのだった。トッペイを追って来た警官隊の銃撃を受け、父はトッペイの身代わりになって死に、トッペイとルリ子は脱出する。
手塚治虫はロックが山口県の秋吉台で大西ミカを殺害するのを目撃するが、逆にロックに追われて鍾乳洞に逃げ込み、バンパイヤたちの集会場に迷い込む。バンパイヤたちが革命のために会議を開いていたのだ。ちょうどルリ子に連れられてきたトッペイのおかげで手塚は釈放されるが、途中で再びロックに出会い、自動車に乗せられたまま谷底へ落とされる。さらにロックは、自分が大西家の財産を譲られることを知り、大西夫婦を交通事故に見せかけて殺害してしまった。その上、彼をバンパイヤだと信じる岩根山ルリ子を通じてバンパイヤたちをも味方に付け、自分の屋敷を改造して彼らの基地に提供する。トッペイは、そんなバンパイヤたちの行き方に反対し、ロックを下田警部に告発するが、ロックは警部をも殺してしまった。警部の死に際にロックのことを聞いたおじのヒゲオヤジは、早速ロックを追い始める。
ロックは、丸薬状で飲み込むと体内で爆発する丸薬爆弾で政府要人を爆殺し、いよいよ野望の成就に乗り出した。彼の悪事に気付いた唯一無二の親友の西郷は監禁されてしまう。だがヒゲオヤジはロックを追って海外にまで飛ぶ。一方、死んだと思われた手塚治虫が生還した。死ぬ直前にバンパイヤに助けられ、「マッドPA（パー）」という、熱海教授が発明した謎の薬品のありかを尋ねられたというのだ。手塚はトッペイと共に廃屋となった熱海教授の屋敷に行き、マッドPAの資料を探し出した。そしてテレビでバンパイヤ革命の秘密を明かす。その存在を知られてしまった日本のバンパイヤは、ついにバンパイヤ革命を開始した。
バンパイヤ革命で日本全土がバンパイヤの支配下に落ちたある日、手塚治虫はトッペイらの協力で極秘にマッドPAを完成する。それは、変身したバンパイヤを本物の動物に変えてしまう作用があった。本心ではバンパイヤを支配して世界の王者になろうともくろんでいたロックは、手塚たちからマッドPAを奪おうとするが、ヒゲオヤジとの戦いに敗れて捕らえられる。ヒゲオヤジはバンパイヤの幹部たちをマッドPAで全滅させた。計画が挫折したロックは脱走し、監禁していた西郷の下に走るが、西郷の諫言にカッとなり西郷を射殺、彼に変装して逃げようとするが、トッペイたちに追われ、さらに無数の幽霊や妖怪の幻覚に襲われて海に飛び込み、姿を消した。そして全ては終わる。

### 第2部
第1部で姿を消したと思われていたロックがウェコ（人間に変身する猫のような姿をした動物）を利用し、再び世界征服をたくらむ。江戸時代に現れた化け猫（ウェコ）の逸話やトッペイとウェコの出会い、インドの山猫少年（正体は人間の姿になったウェコ）などのエピソードを織り込みながら展開する。ロックはウェコを大富豪の檜山家の跡取り息子・ハヤトに変身させ、本物とすり替えて財産を乗っ取ろうとする。しかし、ウェコはハヤトを殺そうとして返り討ちに遭い、手当てをしてもらったことで恩義を感じ、正義感に目覚める。その後、二人が繋がっていることに気づいたロックはウェコの振りをしたハヤトを洞窟の奥まで連れていき、地底湖へと突き落とす。しかしそれはハヤトではなく、本物のウェコであった。いつの間に入れ替わったのかと驚愕するロックに怒ったウェコが掴みかかろうとするところで物語は未完に終わる。

## 主要キャラクター
トッペイ（立花 特平）
主人公である15歳の少年。1部ではメインキャラクターであるが、2部ではほとんど出番がない。父親はバンパイヤ研究者の権威。アニメーターを目指して焼き払い直前の夜鳴き谷の村落から飛び出すように家出し、上京して手塚治虫に出会い、虫プロダクションに教養期間としてお茶汲みとして入社する。純粋で正義感が強く、気の良い性格だが、満月を見たり、感情が高ぶると狼に変身した後は野生の本性を現したかの如く野獣のような性格になる。テレビ版では終盤になるとほぼ自分の意志で変身している。バンパイヤと純粋人間との共存のために戦っていくのだが、自分の呪われた身体とロックとの確執やバンパイヤ革命による急進派のバンパイヤたちとの戦いによる呪われた運命に苦悩することになる。
バンパイヤの変身はアレルギー体質の一種であり、そのケースは様々で、ただ単に髯が長くなるだけの者や、中には心まで完全に獣になるケースもある。トッペイの変身シーンはオリジナルの狼男の伝記と同様に全身から狼の毛が生え、牙と尻尾が出て来た後に狼の姿になる。登場するバンパイヤの中で変身すると唯一喋ることが出来なくなるが、父との再会時はオオカミ同士なので変身したまま会話するシーンがある。
テレビ版では実写のトッペイが満月を見て、眼を光らせながら（秋田文庫第1巻の水谷豊の解説によると金色のコンタクトレンズによるもの）苦しむトッペイのフイルムの上に、狼の毛と牙などを描いたアニメのセル画を合成したもの。
当初は人間とバンパイヤの共存を望んでいたが、中盤のバンパイヤ狩りにより額に「V」の字を刻み込まれ人間を憎むようになる。ただそれでも親しかった大西ミカや幾度も助けられて恩義のある森村を憎む事は出来ずに悩む。
19話でバンパイヤ狩りが終わって以降は他のバンパイヤやミカと共にロックと戦う事になる。25話にてロックにマッドPAを注射されたことで狼の姿の状態で命を失いかけるが、別府博士に射ち込まれたヒューマンSの効果によって人間の姿に戻ると同時に変身能力を失った。

ロック（間久部 緑郎）
悪魔的な頭脳と狐のような狡猾さ、蛇のような執念深さを併せ持つ青年。外見上の年齢は20歳前後で、外国製のオープンハッチのスポーツカーを乗り回す。千以上の顔を持つ青年とも言われるほど変装術も得意であり、女性や老人などにも変装することが出来る。ドラマ版では「もうひとりの主人公」と称される。モデルはシェイクスピアのマクベスであり、モデルと同様に三人の老婆の予言によって悪事を積み重ねていき、手始めに自分を雇ってくれた恩人である大富豪である大西家の財産を奪い取った後、また老婆たちの予言通りにバンパイヤ革命を推進する急進派バンパイヤと出会い、彼らを利用して人間を野生化させるバンパイヤ革命を引き起こし、世界を支配しようと目論む。しかしトッペイたちの活躍やマッドPAの完成、そしてロックに殺害された下田警部の叔父であるヒゲオヤジこと伴俊作の暗躍によって、オリジナルのマクベスと同様に次第に追い詰められていく。最後は今まで殺してきた者たちの幻影を見るようになり、彼らに向けて演説した後、半狂乱のまま海へと飛び込み生死不明となった。ラストシーンでは手塚から「死なないバンパイヤだったのかもしれない」と述べられている。作中でルリ子たちから同族と思われて様々な実験が行われたが変身することはなく、ロック自身も人間だと主張していた。
2部では新たにウェコを利用して暗躍する。
連載では普通の少年だったロックが悪人へと変貌する経緯が2ページにわたって描かれており、1部最終回の扉絵にはバンパイヤであることを窺わせる姿が描かれているが、いずれも単行本化の際にカットされた。
ドラマ版では「恩やお情けをかけられるといつか復讐してやろうと考える人間」だと自分で主張している。一方、第10話では自分が殺した者達の幻影に悩まされるなど、原作よりも人間的な描写がある。森村と格闘の末ビルの屋上から転落するも電線に引っかかったことで窮地を免れ、野良犬を自分の身代わりにして「ロックは犬のバンパイヤだった」と誤解させて逃亡する。その後、素性を隠すため生存していた熱海教授の手で整形を施され、以降彼と手を結びトッペイを罠にはめようとする。
しかしトッペイ達の活躍でことごとく失敗して追い詰められ、最終回では顔を元に戻し、自分を見限ろうとした熱海教授を射殺する。だがその時にかけられたマッドPAにより目をやられた状態でバンパイヤや警察の手を逃れようとモーターボートに乗った事で操縦を誤り、沖合の船に衝突して自滅する。
トッペイはその末路を自業自得としつつ、死の瞬間にはその名を叫び「あれだけの才能をもっといい事に使えば」と惜しむ発言をしている。
チッペイ
トッペイの弟で、小学1年生の6歳の男の子。母親の命を受けて家出した兄を追って上京して来た。丸くクリクリした目と後頭部にある渦巻状の毛（テレビ版ではえくぼとガタガタした歯）がチャームポイントで、純真無垢な性格と野生の狼並みの嗅覚を併せ持つ。ユーモラスな癒し系のキャラクターで性別年齢を問わず友人が多く、トッペイのことを「あんちゃん」と呼び、いつも笑顔を絶やさず無邪気なニコニコ笑いを振りまいている。月のような丸い物を見ると子狼に変身し、兄を助け思わぬ大活躍をする時がある。丸いものがあちこちにあるので節操無く変身して困ることがあるが、ピンチの時に脱する便利な能力として、またチッペイの可愛い容姿と性格そして変身条件が相まって、真剣ながらも可愛い顔つきで変身する様子は兄のとは正反対にユーモラスかつファンタジックな感がある。また変身後も可愛い子犬のような容姿と純真な性格を持っているので、他人から最大のチャームポイントとして見られており（学校でうっかり丸い物を見た直後に純粋人間のクラスメイトから応援を受けながら変身したことがある）、本人はさほど気にしていない。トッペイと違い、変身したままでも人間と喋ることが出来る。
テレビ版ではパンクマシーンなる装置を作り、トッペイを救出させた。バンパイヤを純粋人間に変える薬品であるヒューマンSによって、自らが純粋人間になることに消極的だった。

### 第1部の登場人物
手塚 治虫
漫画家で虫プロダクション社長。本作品第1部の狂言回し役。虫プロダクションに押しかけてきたトッペイを給仕として雇い、そのために一連の事件に巻き込まれることになる。物語後半では、テレビ番組を使ってバンパイヤ革命について警告したり（革命の阻止には失敗したものの、この影響で日本バンパイヤ革命委員会は決起を早めることになり、全米バンパイヤ結社との連携がとれなくなった）、自宅を犠牲にしてマッドPAを完成させたりするなどの活躍を見せる。
作者の手塚によれば、暗くなりがちな物語を明るくするため、コミックリリーフとしてチッペイとともに起用されたキャラクター。第2部でも連載時には引き続き狂言回し役をつとめていたが、単行本化に際して出番を削除された。
テレビドラマ版では手塚本人が演じているが、原作ほどの出番はない。
熱海教授
怪現象や妖怪科学の専門家。手塚治虫の大学時代からの友人で、海岸の崖の上に立つ不気味な屋敷に一人で住んでいる変人。
手塚から相談を受け、自らトッペイの変身を確かめるが、変身したトッペイに襲われ、崖から海に落ちて死んでしまう。手塚が熱海の遺体を引き揚げるのをロックが目撃しており、手塚は、そのことでロックに恐喝されることになる。
生前、動物に変身する能力を持つ人間の出現を予測し、彼らを「バンパイヤ」と名づけていた。また、核実験などの人間の愚行に憤るあまり、狂気にとりつかれ、世界中の人間を原始人に戻そうともくろみ、人間の心を野獣に退行させる薬品「マッドPA」を開発し、ひそかに人体実験を行っていた。
テレビドラマ版では先述の事故死を装って身を隠し、マッドPAを用いて人間を原人に変える人体実験を続けていた。
そしてマッドPAの新たな実験のため大西ミカを原人にさらわせた事が、トッペイの母と大西ミカが出会いその後トッペイと協力するきっかけを作った。
後半ではロックの顔を整形して、その支援を受けて更なるマッドPAの人体実験を繰り返す。最終回で当人は「研究だけが大事」「何も悪い事はしていない」と発言するなど最後まで罪悪感は一切無く、ロックを見限ろうとした事で射殺される。
三人のうらない師
横浜の「親不孝通り」の地下室に住む三人の老婆。ジプシー占いのかたわら、いかがわしい強壮剤を売っている。ロックに対して「どんなことをしてもおまえは自由だ ぜったいつかまらない」「あんたは人間にゃやられないよ それから動物にもやられないよ」と予言する。1部終盤でバンパイヤたちの暴走に巻き込まれ死亡した。『マクベス』の「3人の魔女」にあたるキャラクター。
ドラマ版ではOPが彼女らの部屋の入り口に飾られた髑髏の目が光るところから始まり、重要な人物として描写されている。劇中でもロックが自動車を運転中、まるで霊体のように周囲に現れて助言をするなど、超自然的な存在であるかのように描かれている。中盤、ロックが大西財閥を乗っ取ってバンパイヤ革命に乗り出すまでは煩雑に出番があり、ロックも彼女達の予言を頼りにしている描写があった。しかしその後はOP以外では登場しなくなり、予言についてロックも一切口にしなくなる。
立花博士
トッペイ・チッペイ兄弟の父親で、バンパイヤ革命の発案者。息子たちと同じくオオカミのバンパイヤで、電信柱の写真によってオオカミから人間に戻る。人間であることを嫌い、オオカミの姿で通している。道塚の養霊寺に捕まって飼われていた。ドラマ版では警察に追い込まれたトッペイの身代わりになって射殺されるが、その時に一瞬人間の姿に戻り下田警部に初めてバンパイヤの存在について認識させた。
トッペイ・チッペイの母
本名不明。息子たちや夫と同じくオオカミのバンパイヤ。1部終盤ではトッペイを悪事に巻き込んだロックに対して激しい怒りを見せた。テレビ版では大西ミカと共に熱海教授のところから逃げ出し、その後、トッペイおびき出しの囮に利用されるも彼に救出され、以後わが子2人やミカ、森村と行動を共にする。終盤では幼稚園の保母に就職した。
岩根山 ルリ子
1部における黒幕の一人。立花博士の助手だった女性バンパイヤ。日本バンパイヤ革命委員会東京支部長。美しい妙齢の女性。タマネギの臭いを嗅ぐことで狼に変身する。トッペイの父親と共に人間に掴まっていたが助けられた後は、バンパイヤの社会を作る目的のためロックと手を組む。しかしヒゲオヤジが手に入れた薬を食事に混ぜられ、それにより同族たちは理性を失った獣になり果て暴走。ルリ子もロックと対面した際に射殺されたが、正気を保っていたのか失っていたのかは不明。その後、不気味な幻影となってロックの前に現れる。
テレビ版ではロックの理念に疑問を持ち、他のバンパイヤたちと共にロックを裏切る。その後はトッペイたちの仲間としてロックや原人たちと対決する。
大西 泰三（演：丸首ブーン）
富豪。3年前に学校の推薦で、孤児であったロックを書生として養い入れた。ロックを婿養子に迎えようと考えている。しかし用済みとなった後は、ロックによって車のブレーキに細工をされ、身代金を届けに行く途中で列車に突っ込んで妻と共に死亡する。ドラマ版では大西剛三という名であり、警察に扮したロックからの偽の電話でミカを迎えようと車で出かけたところ、原作と同じく妻と共に死亡する。
大西 ミカ
大西泰三の娘で、ロックの学校友だち。身代金略取と大西家の乗っ取りをもくろむロックによって誘拐され、監禁されたのち、秋芳洞の底なし穴に突き落とされ行方不明となる。1部終盤ではロックの前にゾンビのような姿の幻影となって表れており、既に死亡していることが示唆されている。高慢な性格のようで、落とし穴に落とされる直前には父親に養ってもらっていたことを罵倒している。
テレビ版では森村と共にトッペイ・チッペイ兄弟の仲間として行動、バンパイヤと人間の和解後は別府博士の助手となった。ロックに非道極まり無い仕打ちをされていながら、そんなロックを憎みきれない優しい女性として描かれている。外村財閥令嬢の真由という友人がいる。
西郷 風介（さいごう ふうすけ）
ロックの幼馴染。ロックにとっては唯一無二の親友にして、唯一の頭が上がらない相手でもある。鹿児島弁を話す。好物はサツマイモ。
ロックが田舎を出奔し上京する際に働いた悪事（学校中を小便まみれにしたこと）に怒り、絶交状をたたきつけるために上京してきたが、ロックの謝罪によっていったんは和解。しかし、ロックの行動に疑問を抱き、ロックの屋敷に居座る。合気道の達人で、バンパイヤの殺気を見抜くことができるため、警戒したルリ子たちはロックに殺害を求めるが、ロックは親友を殺害するに忍びず、殺したように偽装して、海辺の別荘に監禁するにとどめた。
バンパイヤ革命失敗後、別荘に逃げ帰ってきたロックに対して自首を勧めるが、言い争いとなってしまいロックによって殺害される。ロックも親友を殺したことには強い後悔を見せていた。後に水死体のような幻影となってロックの前に現れる。
テレビドラマ版には登場しない。
下田（げた）警部
警視庁の警部で、大西ミカ誘拐事件の捜査を担当する。勘が鋭く、早い段階からロックを真犯人だと疑っていたが、証拠がなく手を出せずにいた。
他のバンパイヤたちと決別したトッペイの証言を得て、ロックの逮捕状を請求しに向かう途中、ロックによって事故に見せかけて謀殺される。テレビ版では森村の親友。11話でロックの罠にはまって瀕死の重傷を負わされ、12話で森村に看取られつつ死亡する。
ヒゲオヤジ（伴俊作）
私立探偵。下田警部の叔父。ロックの謀略で殺された甥の仇を討つべく調査をしている過程でバンパイヤの存在と計画を知る。一度はバンパイヤたちに捕まるがすぐに抜け出し、手塚治虫が製造したマッドPAをバンパイヤたちの食事に混ぜ、理性を失わせる獣へと変貌させ組織を崩壊させる大役を果たした。しかし、ロックを追い詰めるも変装を見抜けず逃げられてしまう。テレビドラマ版には登場しない。
円山（まるやま）
日本バンパイヤ革命委員会委員長。コウモリのバンパイヤ。ドラマ版ではＯＰにも登場しており、バンパイヤ革命を目指すが、秘密を知った森村を脅すだけで、命までは狙わないなど比較的穏当な人物として描かれている。
アリゲーター
全米バンパイヤ結社代表。ワニのバンパイヤで、火薬のにおいによってワニに変身する。テレビドラマ版には登場しない。

### 第2部の登場人物
ウェコ
人間に化ける能力を持った猫のような生物で、ロックが台湾から連れてきた。主食は血液で、噛みつくことで血液を吸い取り人間を殺してしまう。気の弱い性格で争いを好まないが、ウェコとしての姿を現した際は凶暴性を見せ、殺人を犯すこともためらわない。金持ちの跡取り息子・檜山ハヤトの姿に化け、ロックの指示で財産を奪うべく暗躍する。しかし兄たちには即座に偽物と見破られたため殺害。本物のハヤトも襲うが記憶喪失の状態で生存しており、後にロックの命令で再度襲撃するが返り討ちに遭い、助けられたことで改心。ハヤトに協力してロックに反旗を翻すが、それを見抜いていたロックはハヤトを地底湖へと突き落として殺害する計画を立てる。だが突き落とされたのはハヤトと入れ替わったウェコであり、入れ替わりに気づいていなかったロックは大層驚き、激昂したウェコは地底湖から這い上がって掴みかかろうとする。このシーンを最後に連載が中断した。
なお、彼以外にも多数の同族がいる模様。
金（きん）（演：金三角）
日本から逃亡してきたロックをかくまった台湾人。ロックに蔡博士を紹介する。蔡に化けたウェコに襲われ死亡。
蔡（さい）博士
台湾の元大学教授。昆虫学者。ロックにウェコの存在を打ち明け、ウェコを守ってほしいと頼み込む。実は、本物の蔡は、3年前に自分の飼っていたウェコにかみ殺されており、ロックの会った蔡はウェコが変身したものだった。ロックによって正体を明かされたのち、いずこへともなく逃亡。
檜山 ハヤト（ひやま ハヤト）
檜山電機の跡取り息子。大の犬好き。ロックの謀略によりウェコに襲われ、丹沢山中の横穴に生き埋めにされる。ロックは死亡したものと思っていたが、自力で生き埋めから脱出。しかし、そのショックで記憶を失う。後に農家に引き取られ平穏に暮らしていたが、ロックに見つかり猟銃を向けられる。ロックはすぐに引き下がったが、入れ替わるように現れたウェコと殴り合いの対決となる。そしてウェコの手当てをしたことでロックの計画を知り、ウェコの振りをしてロックに接近する。それに気づいたロックは地底湖に突き落として水死させようとするが、いつの間にかウェコと入れ替わっていたため存命している。
檜山 正道（ひやま まさみち）、檜山 忠道（ひやま ただみち）
ハヤトの二人の兄。父によって勘当されている。ハヤトが偽者と入れ替わっていることを見抜く。そのためウェコによって殺害される。
余久川（よくのかわ）（演：東南西北）
檜山電機副社長でハヤトの後見人。会社を事実上乗っ取ったロックによって解任される。
千恵（ちえ）
メスのウェコ。信州の谷森沢（やもりざわ）を棲み処にしていたが、トッペイたち夜泣き一族が谷森沢に移り住んできたため、棲み処を追われることになった。事故死した人間の血を吸ったため、人間を襲ったと誤解され、夜泣き一族に追い立てられる。夜泣き一族の娘の一人、千恵に変身してトッペイに対話を呼びかけ、トッペイによってひそかに助け出される。トッペイに本郷・ダンゴ坂のロックの旧邸（元大西邸）に住むように勧められるが、そこには日本に戻ってきたロックと、ウェコのハヤトがいた。

### テレビドラマ版にのみ登場する人物
森村 太
毎朝タイムズ学芸部の記者で、ギャングに叩きのめされたトッペイを助けたことで彼の良き理解者となる。社会的圧力にも屈せずロックに立ち向かって行く強い正義感の持ち主。第19話でビルの屋上で単身ロックと対決の末転落、死亡した。原作での手塚治虫の役割を概ね担っている。
別府博士
ヒューマンSなる薬品の研究に勤しむ科学者。森村の依頼でトッペイがバンパイヤであることを告白する内容のテレビ番組に出演した際に、トッペイが狼に変身する過程を目の当たりにしたことが、彼のヒューマンSの研究を早めることになる。その後さまざまな過程や紆余曲折からヒューマンSがバンパイヤたちにとって有利な効果をもたらすことが解り、バンパイヤと人間との和解に間接的に貢献することになる。ヒューマンSの完成後は、森村亡き後のトッペイたちの理解者として科学的な面から彼らをアシストした。
林 伴助
毎朝タイムズでスポーツを担当している記者で、森村の後輩。彼の遺志に報いるためにトッペイたちに協力する。空手や柔道の有段者であり、原人たち相手に対等に戦う。原作のヒゲオヤジに相当するキャラクターだが、ヒゲは生やしていない。
オディノス
ロックと結託したバンパイアで駐日アルタミヤ国大使。マルガレーテ王女を来日中誘拐し、帰国後クーデタを起こし大統領となる。
マルガレーテ
アルタミヤ国の王女。誘拐後の消息は不明。
西川
トッペイたちに協力するバンパイヤの一人。大きな鳥に変身する。24話でスーパー原人となったアキに殺害される。
マンモス東条
プロレスラー。ロックに誘拐されて、熱海教授のマッドPAにより、スーパー原人となる。ヒューマンSを装填したヒューマン銃で撃たれて人間にもどるが、ロックによって殺害される。
アキ
女空手使い。マンモス東条と同様に、ロックに誘拐されて、熱海教授のマッドPAにより、スーパー原人となる。25話以降は登場せずその後の消息は不明。

## テレビドラマ

### 解説
1968年10月3日から1969年3月29日までフジテレビ系で全26話が放送された、実写とアニメの合成のモノクロ作品。バンパイヤの変身シーンと変身後の動物形をアニメーションで描いている。
水谷豊の事実上のデビュー作である。
パイロット版の制作は放映前年の1967年春から開始され、約8分半のカラー版パイロットフィルムが作られたが、予算の関係でモノクロ制作に変更され、同年5月ごろから第1話の撮影が始まった。しかし、放送局やスポンサーの獲得に難航したことや、バンパイヤの故郷「夜泣き谷」の設定にテレビ局側からクレームが付き、第1話が三度にわたってリテイクされることなどの騒動に見舞われ、全26話完成から半年後にようやく放映が開始された。
原作者の手塚治虫も実名で登場するため、当時の虫プロダクションの様子がうかがえるのも見どころである。
原作では秋芳洞でロックに殺されてしまう大西ミカや心を入れ替えたバンパイヤ同盟および岩根山ルリ子がテレビドラマ版では最後まで生き残り、下田警部の最期が夢の国のバンパイヤの仕組んだ罠にはまる、原作では結末で起こるバンパイヤ狩りがテレビドラマ版ではロックのために物語中盤で起こり、日本政府によるバンパイヤ弾圧が描写されてトッペイが囚われる、西郷が登場しないなど、設定が原作とは若干変更されている。また、撮影が予定より延びたため、俳優との契約上のことや上記のようなテレビ放送上の制約から、変更された部分もあった。さらに、脚本監修の福田善之の降板によって第19話からは上記のように人間と和解したバンパイヤたちと、生き延びていた熱海教授と手を組んだロックとの対決に主軸を置いた勧善懲悪劇に路線を転換した。

### スタッフ
- プロデューサー：池内辰夫、鈴木芳男、岸本吉功、黒川慶二郎
- 脚本監修：福田善之
- エリアル合成：虫プロダクション
- 動画監督：杉井ギサブロー、内田有紀彦、坂口尚三、渡辺正夫、野部駿夫
- 技術監督：清水達正、辻本幸七
- 音楽：司一郎
- 撮影：佐々木祐二、谷沢一義、松下時男、菱田誠、小峯輝雄
- 美術：阿部三郎、小島初雄
- 照明：中村栄一、波多実男、今村弘行、桃井敬一
- 助監督：菅孝行、西島孝恒、黒川文男、安達久男
- 制作主任：疋島孝雄、西村幹雄
- 編集：沼崎梅子、白江隆夫、松原映画
- 記録：上田圭子、扇瑞枝、藤沢すみ子、森永雅子、木村富子
- 俳優事務：小日向智
- 協力：横浜ドリームランド、日本石油
- 効果：長沢新一、福島グループ、SAMサウンドグループ
- 録音：東京スタジオセンター、アオイスタジオ、目黒スタジオ
- 現像：東洋現像所
- ナレーター：小林昭二（本編）、富山敬（次回予告編）
- 製作：虫プロ商事株式会社

### キャスト
- トッペイ：水谷豊（#10・16は未登場）
- チッペイ：山本善朗（#10・16は未登場）
- 大西ミカ：桐生かほる（#2 - 11・14・15・17 - 26）
- 岩根山ルリ子：嘉手納清美（#5 - 16・19 - 26）
- 間久部緑郎（ロック）：佐藤博（#18・20 - 25は未登場）、梶健司（#19 - 26）
- 下田警部：岩下浩（#4 - 11）
- 立川：館敬介（#5・6・9）
- 中原：中原茂男（#5・6・9）
- 大西剛三：上田吉二郎（#2-6・9・10）
- 大西夫人：平松淑美（#2-6・9・10）
- 丸山（バンパイヤ委員長）：木村幌（#7・8・14-17・19）
- 妖婆：原泉、日高ゆりえ、本間文子（#9・10・12）
- 皮野捜査一課長：菅井一郎（#4-6・9・12）
- 熱海教授：戸浦六宏（#1・9・11・19-21・23・24・26）
- 別府博士：外山高士（#15-17・19-26)）
- 林記者：石井竜一（#21-26）
- トッペイの母：幾野道子（#9・11・14・18-26）
- 森村記者：渡辺文雄（#1-15・17・19）

### 主題歌
オープニング
- 「バンパイヤのテーマ」

作詞 - 福田善之 / 作曲 - 林光 / 歌 - 松川義昭
「バンパイヤ」（歌 - コロムビア合唱団.）としてカバーバージョンあり。
エンディング
- 「バンパイヤのテーマ」（第1、6、8、12～14、16話）
- 「ロックのバラード」（第5、9～11、18話）

作詞 - 福田善之 / 作曲 - 林光 / 歌 - 佐藤博
※7話、12話ではロック自らギター弾きながらこの歌を歌唱している。
- 「チッペイ音頭」（第1、16話）

作詞 - 福田善之 / 作曲 - 林光 / 歌 - 堀絢子
- 「トッペイのバラード」（第7、15、17、19～25話）

作詞 - 福田善之 / 作曲 - 林光 / 歌 - 尾藤イサオ
※18話では挿入歌として使用。
エンディングは次回予告と一体化しており、その予告の内容に合わせて上記4曲のどれかが使用された（）内の話数はわかっている物のみ表示。歌なしのインストゥルメンタルや、途中で別楽曲に切り替わる場合もある。最終話のみ次回予告がない関係上、エンディングはない。

### 各話リスト
| 話数 | 放映日         | サブタイトル         | 脚本            | 監督              | ゲスト |
| ---- | -------------- | -------------------- | --------------- | ----------------- | --- |
| 1    | 1968年 10月3日 | 狼少年登場           | 山浦弘靖 辻真先 | 山田健 菊池靖     | 虫プロ社長：手塚治虫 変装したロック：水上竜子 岡部行宏、杉山昇 |
| 2    | 10月10日       | ロックの罠           | 藤波敏郎        | まふねてい 山田健 | 虫プロ社長：手塚治虫 野口元夫 |
| 3    | 10月17日       | ダイヤモンドX作戦    | 藤波敏郎        | まふねてい 山田健 | |
| 4    | 10月24日       | 呪いの予言           | 藤波敏郎        | 山田健            | |
| 5    | 10月31日       | 老バンパイヤの最后   | 藤波敏郎        | まふねてい        | トッペイの父・立花博士：左卜全 |
| 6    | 11月7日        | 恐怖の追跡           | 藤波敏郎        | まふねてい        | ロック変装・坊主：小笠原章二郎 女：松岡葉子 |
| 7    | 11月14日       | バンパイヤ委員会     | 山浦弘靖 久谷新 | 山田健            | 山口県警警部：今井健太郎 バンパイヤたち：上田恵子、先村健二、岡村すみ子、寺田良雄、林信彦 協力：山口県山口演劇サークル                                                                          |
| 8    | 11月21日       | 秘密会議脱出         | 山浦弘靖 久谷新 | 山田健 まふねてい | ロックの変装・女：古川由子 蝶のバンパイヤ：春日千代美 バンパイヤたち：上田恵子、先村健二、岡村すみ子、寺田良雄、林信彦                                                                          |
| 9    | 11月28日       | マッドパーの秘密     | 久谷新          | 山田健 まふねてい | ロックの変装・女：高原良子 お岩：市川ふさえ 看護婦：相沢たい子 山口県警警部：今井健太郎 刑事：草柳種雄 巨人：大前均 原人たち：J.A.F.                                                            |
| 10   | 12月5日        | ロック対ルリ子       | 藤波敏郎        | まふねてい        | お岩：市川ふさえ 奥村公延 |
| 11   | 12月12日       | 狂気の叫び           | 久谷新          | まふねてい 山田健 | 原人たち：宮腰澄、松島映一 協力：RCC放送劇団 |
| 12   | 12月19日       | 夢の国は魔物の国     | 久谷新          | まふねてい        | デスク：林孝一 オディノス：サンデ・ザベリ |
| 13   | 12月26日       | 消えた王女           | 久谷新          | まふねてい        | オディノス：サンデ・ザベリ マルクレーテ：リンダ・コリンズ エクラーサ：キャシー・ホーラン 侍女：エダ・ウェルス 総監：中村哲 和良地：陶隆                                                         |
| 14   | 1969年 1月4日  | 立ち上れトッペイ     | 久谷新          | まふねてい        | デスク：林孝一 バンパイヤ委員：木田三千雄、織田忠正 外村：高橋正夫 真由：鮎川いづみ |
| 15   | 1月11日        | 赤い満月の決斗       | 中西隆三        | 菊池靖            | 倉持：河村弘二 司会：浅見比呂志 ディレクター：伊藤克己 局長：西田昭市 社会評論家：高峰竜三 動物研究家：泉三枝子 バンパイヤA：石川十郎 バンパイヤB：木内稔                                       |
| 16   | 1月18日        | 人間狩り             | 久谷新          | 松田寛夫          | 総監：中村哲 倉持：河村浩二 頼根：上田忠好 役人：片岡兄雄 バンパイヤA：加藤忠 バンパイヤB：岡本四郎 バンパイヤC：山谷初男 犬に変心する男：河井竜 重役：福山象三 村長：沢彰謙 政治家：佐々木孝丸 |
| 17   | 1月25日        | パンク・マシン大作戦 | 久谷新          | 松田寛夫          | 政治家：佐々木孝丸 総監：中村哲 隊長：藤岡重慶 副官A：川副博敏 副官B：宝達晃一 バンパイヤA：梶哲也 バンパイヤB：八代駿 バンパイヤC：市川治                                                      |
| 18   | 2月1日         | 憎しみをこえて       | 久谷新          | 松田寛夫          | 隊長：藤岡重慶 副官A：川副博敏 副官B：宝達晃一 トラック運転手：二見忠男 助手：鈴木利秋 |
| 19   | 2月8日         | ロックは死なず?      | 中西隆三        | 菊池靖            | 警視：山田禅二 所長：片山滉 警官：小島岩 バンパイヤA：石川十郎 バンパイヤB：木内稔 バンパイヤC：大野広高                                                                                        |
| 20   | 2月15日        | 斗え、トッペイ!      | 宮下教雄        | 西島孝恒          | 原人：若駒冒険グループ |
| 21   | 2月22日        | マンモス原人登場     | 今村文人        | 西島孝恒          | マンモス東条：渡真二 トレーナー：岩城力也 原人：守屋俊男 プロレスラー：若駒冒険グループ |
| 22   | 3月1日         | ヒューマンS作戦      | 三芳加也        | 戸木啓八          | 西川：加茂嘉久 マンモス東条：渡真二 原人：岡部行宏、杉山登 プロレスラー：若駒冒険グループ |
| 23   | 3月8日         | 危し別府博士         | 安藤豊弘        | 西島孝恒          | アキ：藤江リカ バンパイヤA：石川十郎 バンパイヤB：木内稔 原人：若駒冒険グループ |
| 24   | 3月15日        | 第3の罠              | 安藤豊弘        | 戸木啓八          | アキ：藤江リカ 西川：加茂嘉久 中年の男：関登美雄 バンパイヤA：石川十郎 バンパイヤB：木内稔 原人：若駒冒険グループ                                                                               |
| 25   | 3月22日        | 恐怖のマッド・PA     | 雪室俊一        | 戸木啓八          | ススムの母：南寿美子 船員：和田孝男 一郎：島田博 ススム：高橋信人 原人：若駒冒険グループ |
| 26   | 3月29日        | 亡びゆく悪魔         | 石郷岡豪        | 戸木啓八          | バンパイヤA：石川十郎 バンパイヤB：木内稔 船員：和田孝男 警官A：中川秀人 警官B：塚田正昭 警官C：筒井竜介 原人：若駒冒険グループ 署長：北原義郎                                                  |

### 放送局
- フジテレビ（制作局）：木曜 19:00 - 19:30（1968年12月まで）→ 土曜 19:00 - 19:30（1969年1月から）
- 札幌テレビ：木曜 19:00 - 19:30（1968年12月まで）[6]
- 仙台放送：木曜 19:00 - 19:30（第13話まで）→ 木曜 18:00 - 18:30（第14話から）[7]
- 富山テレビ：木曜 18:00 - 18:30（開局直後の1969年4月3日より遅れネット）[8]
- テレビ静岡：木曜 19:00 - 19:30（サービス放送開始の1968年11月から12月まで）→ 土曜 19:00 - 19:30（1969年1月から）[9]
- 東海テレビ：木曜 19:00 - 19:30（1968年12月まで）[10] → 土曜 19:00 - 19:30（1969年3月時点）[11]
- 関西テレビ：木曜 19:00 - 19:30（1968年12月まで） → 土曜 19:00 - 19:30（1969年1月から）[12]
- 西日本放送：木曜 19:00 - 19:30（1968年12月まで）[13]
- 広島テレビ：木曜 19:00 - 19:30（1968年12月まで）[13]
- テレビ西日本：木曜 19:00 - 19:30（1968年12月まで） → 土曜 19:00 - 19:30（1969年1月から）[14]

### メディア
LD-BOX（7枚入り）
1998年7月にビームエンタテインメントから発売された。カラー版パイロットフィルムや未放送版第1話も収録されている。
VHS（全6巻）
2000年7月21日に東映ビデオから発売された。
デジタルリマスター版DVD-BOX（6枚入り）
2002年12月にコロムビアミュージックエンタテインメント（現・日本コロムビア）から発売された。上記商品の発売後に発見された新たな素材も用いているため、より本放送に近い形になっており、特典映像としてパイロットフィルム（カラー版、漫画風狼版）や未放送部分、NG版などが収録されている。

### ネット配信
- 2022年6月17日から同年8月17日までYouTube「手塚プロダクション公式チャンネル」で、全話を4話（ラストのみ2話）ずつに分けて無料配信された。

| 配信回 | 配信回 | 配信開始   |
| ------ | ------ | ---------- |
| 1      | 4      | 2022.06.17 |
| 5      | 8      | 2022.06.18 |
| 9      | 12     | 2022.06.20 |
| 13     | 16     | 2022.06.21 |
| 17     | 20     | 2022.06.22 |
| 21     | 24     | 2022.06.23 |
| 25     | 26     | 2022.06.24 |

- 2023年8月8日から同チャンネルで、全話を2話ずつに分けて10月20日14:00（JST）まで無料配信された。その後2024年3月5日から同チャンネル・同形式で5月2日14:00（JST）まで無料配信が行われており、さらに2024年4月19日から同チャンネルで全26話まとめて5月2日まで無料配信が行われている。

| 配信回 | 配信回 | 配信開始   | 配信開始   | 配信開始   |
| 配信回 | 配信回 | 2023年     | 2024年①    | 2024年②    |
| ------ | ------ | ---------- | ---------- | ---------- |
| 1      | 2      | 2023.08.08 | 2024.03.05 | 2024.04.19 |
| 3      | 4      | 2023.08.10 | 2024.03.07 | 2024.04.19 |
| 5      | 6      | 2023.08.15 | 2024.03.09 | 2024.04.19 |
| 7      | 8      | 2023.08.17 | 2024.03.12 | 2024.04.19 |
| 9      | 10     | 2023.08.22 | 2024.03.14 | 2024.04.19 |
| 11     | 12     | 2023.08.24 | 2024.03.16 | 2024.04.19 |
| 13     | 14     | 2023.08.29 | 2024.03.19 | 2024.04.19 |
| 15     | 16     | 2023.08.31 | 2024.03.21 | 2024.04.19 |
| 17     | 18     | 2023.09.05 | 2024.03.23 | 2024.04.19 |
| 19     | 20     | 2023.09.07 | 2024.03.26 | 2024.04.19 |
| 21     | 22     | 2023.09.12 | 2024.03.28 | 2024.04.19 |
| 23     | 24     | 2023.09.14 | 2024.03.30 | 2024.04.19 |
| 25     | 26     | 2023.09.17 | 2024.04.02 | 2024.04.19 |

| フジテレビ系列 木曜19時台前半     | フジテレビ系列 木曜19時台前半                             | フジテレビ系列 木曜19時台前半                   |
| 前番組                            | 番組名                                                    | 次番組                                          |
| --------------------------------- | --------------------------------------------------------- | ----------------------------------------------- |
| わんぱく探偵団 【ここまでアニメ】 | バンパイヤ （1968年10月 - 1968年12月） 【これのみドラマ】 | 象印スター対抗大乱戦 【ここからバラエティ番組】 |
| フジテレビ系列 土曜19時台前半     |                                                           |                                                 |
| 戦え! マイティジャック            | バンパイヤ （1969年1月 - 1969年3月） 【ここまでドラマ】   | 日清ちびっこのどじまん 【金曜19:30より移動】    |

## 書誌情報
- サンデーコミックス（1968年5月 - 1972年10月、秋田書店、全3巻）
- 手塚治虫漫画全集（1979年3月 - 1993年6月、講談社、全4巻）
- サンデーコミックス（1988年3月、秋田書店、全4巻） - 第1部が収録された旧版第1巻と第2巻を3冊に再編集し、旧版第3巻を第4巻に改番。
- 手塚治虫傑作選集（1992年4月 - 5月、秋田書店、全2巻） - 第1部のみ。
- 秋田文庫（1995年2月、秋田書店、全3巻） - 解説は第1巻が水谷豊、第2巻が大林宣彦。第3巻は手塚が連載中に書いたエッセイ（初出『鉄腕アトムクラブ』1966年7 - 8月号）を「あとがきにかえて」として収録。
- 秋田トップコミックス（2002年11月 - 2003年1月、秋田書店、全3巻） - 第1部のみ。
- 手塚治虫文庫全集（2010年9月、講談社、全2巻）
- 国書刊行会刊「バンパイヤ（手塚治虫トレジャー・ボックス）」（ISBN 978-4336054746、2012年8月6日）

## オマージュ作品
- 『京獣物語』 TCコミックス（作画：ボクテンゴウ、2019年 - 2020年、マイクロマガジン社、全2巻）